# Велосипедный тормоз
Велосипе́дный то́рмоз — часть велосипеда, предназначенная для регулирования (замедления) скорости его движения.
Выделяют следующие виды велосипедных тормозов:
- ободные (клещевые, обжимные);
- дисковые;
- барабанные (педальные);
- роллерные;
- стремянные;
- ленточные.

Распространение получили только ободные, дисковые и педальные.

## Ободные тормоза
Ободные тормоза представляют механизм, с одной или с двух сторон обжимающий обод велосипедного колеса смонтированными на нем тормозными колодками, и таким образом тормозящий его вращение. Сжимающее (обжимное) усилие передаётся с помощью тросика, протянутого от тормозной ручки, размещаемой на руле (значительно реже с помощью гидравлической линии). В силу своей конструкционной схемы и механизма действия ободные тормоза нередко называют  обжимными. (Жаргонное наименование ободных тормозов — «крабы».) Ободные тормоза являются на сегодняшний день самым распространённым типом тормозов на горных велосипедах начального и среднего уровней. Невысокая цена, простота в установке и обслуживании и вместе с тем достаточно высокая эффективность обеспечили ободным тормозам популярность среди многих велосипедистов.
Кроме того необходимо отметить разные стандарты крепления ободных тормозов. «Крабы» не встанут на посадочное место для V-brake и наоборот. Существует также специальное 4-болтовое крепление для ободной гидравлики, используемое, в основном, в велотриале.

### Модели ободных тормозов
- Механические:
  - Векторные тормоза, V-brakes, «вибрейки», — наиболее популярная сегодня модель, V-образное крепление рычагов с тормозными колодками;
  - Клещевые тормоза, «крабики», — U-образная форма сходящихся рычагов, в основном используются на шоссейных велосипедах и BMX. Устанавливались на передних колесах дорожных велосипедов, выпускавшихся в СССР (на гоночных велосипедах в СССР устанавливались на каждое колесо).
  - Кантилеверные тормоза — устаревшая модель, предшественник V-brake’а. Часто используются на циклокроссовых велосипедах ввиду большого грязевого зазора. При правильной настройке по эффективности не уступают другим подвидам ободным тормозов.
- Гидравлические. В гидравлических тормозах усилие от ручки передается жидкостью по гидролинии. Самая известная модель ободной гидравлики — это Magura HS-33.[1] Данная модель использует в качестве тормозной жидкости специальное масло.

### Преимущества ободных тормозов
- В связи с тем, что тормозное усилие прикладывается к ободу, невысока нагрузка на спицы и втулку.
- Меньше нагреваются, чем дисковые тормоза, так как площадь обода больше, чем площадь диска, и линейная скорость движения обода выше;
- Настройка очень проста, доступна, может производиться в полевых условиях;
- Масса ободного тормоза намного меньше массы дискового, это важно в некоторых дисциплинах;
- Дешевизна. Цена ободных тормозов существенно ниже цены дисковых.

### Недостатки ободных тормозов
- Вода, грязь, снег, обледенение, масло на ободе немедленно и сильно снижают эффективность ободного тормоза. Это приводит к опасным ситуациям. Песок и грязь могут очень быстро испортить обод (за счет абразивных повреждений).
- Небольшое изменение геометрии колеса приводит к задеванию колодок и постоянному притормаживанию.
- Колодки требуют относительно частой смены.
- Невозможность установки на многие рамы и вилки.
- Протирание обода колеса тормозными колодками приводит к его учащённой смене. Этот недостаток важен для горных и других экстремальных велосипедов, для городских это несущественно.
- V-brakes могут отрицательно влиять на раму, раздвигая перья. Специально для таких случаев продаются специальные дуги-«усилители» рамы. Гидравлические же могут просто оторвать перо или крепление на вилке при торможении.
- Недостаточная прочность некоторых моделей.

Колодки для ободных тормозов делают из резины с металлическим креплением — резиновая часть называется башмаком. На рабочей поверхности башмака могут делаться влагоотводные насечки, что улучшает торможение при мокром ободе. Есть колодки со сменными башмаками — они крепятся с корпусу помощью специальных штифтов. Благодаря этому достаточно лишь взамен изношенного башмака установить новый на родное крепление, или заменить башмак в зависимости от конкретных условий эксплуатации.
|  |  |  |

## Дисковые тормоза
Дисковый тормоз представляет собой комбинацию из стального диска, размещенного на втулке велосипедного колеса (как правило, с левой стороны) и устройства, сжимающего этот диск тормозными колодками — калиперами.
Во многих механических дисковых тормозах подвижна только одна колодка, вторая же закреплена неподвижно относительно рамы. Это позволяет упростить и удешевить калипер, но приводит к необходимости по мере износа подтягивать неподвижную колодку.
Стандартные размеры тормозных дисков: 140, 160, 180, 185, 203, 220 мм.

### Типы дисковых тормозов
- Механические — тормозное усилие передаётся с помощью тросика в рубашке.
- Гидравлические — тормозное усилие передаётся жидкостью по гидролинии.
- Механико-гидравлические тормоза — гидравлический калипер приводится в действие тросиком

### Преимущества дисковых тормозов
- Дисковые тормоза меньше засоряются при езде, так как расположены ближе к центру колеса. Работают в грязи и в снегу.
- Позволяют более плавно регулировать тормозное усилие, нежели ободные. Иначе говоря, позволяют лучше управлять тормозным усилием.
- Можно использовать со слегка искривлённым колесом, — «восьмёрки» не влияют на работу тормозов, — что позволяет довольно безопасно доехать до места ремонта колеса.
- Дисковые редко требуют обслуживания.
- Не изнашивают обод

### Недостатки дисковых тормозов
- В связи с тем, что нагрузка прикладывается к центру колеса, увеличивается нагрузка на спицы и втулку, а также на вилку, держащую колесо.
- Обслуживание дисковых тормозов намного сложнее, чем других типов тормозов. Для «прокачки» гидравлических тормозов необходимо спецоборудование. Ремонт в полевых условиях требует большого опыта, но многие запчасти можно найти в обычном автомагазине. Но это относится, в основном, к гидравлическим дисковым тормозам.
- Дисковый тормоз тяжелее, чем ободной, что важно в некоторых дисциплинах.
- Цена выше, чем у ободных тормозов.
- Далеко не все модели лучше хороших ободных тормозов при большей цене.
- Попадание масла на диск снижает эффективность торможения (существует методика удаления масла прокалкой длительным торможением).
- Калипер заднего дискового тормоза может мешать установке багажника, — зависит от геометрии рамы, калипера и багажника.

### Типы крепления дисковых тормозов
- Post Mount (PM) — расстояние между отверстиями 74,2 мм. Возможна установка на раму с креплением IS через адаптер
- International Standart (IS) — расстояние между отверстиями 51 мм. Возможна установка на раму с креплением PM через адаптер
- Flat Mount (FM) — расстояние между отверстиями 34 мм. Применяется на шоссейных велосипедах. Разработан компанией Shimano.

## Барабанные тормоза
Механизм тормозов находится в задней втулке колеса, при этом сама втулка или её специальная часть является барабаном, а тормозные колодки, находящиеся внутри, при торможении распираются и зажимают тормозной барабан. Могут иметь как ручной, так и ножной (педальный) привод. В настоящее время ручные барабанные тормоза практически вытеснены по причине большой массы и прихотливости. Ножные (педальные) барабанные тормоза по-прежнему используются в дорожных и городских велосипедах с одной передачей или с планетарным механизмом переключения передач.

### Барабанные тормоза подразделяются на
- Барабанные тормоза с ручным приводом, — тормозное усилие передаётся от ручного рычага через передаточный тросик.
- Барабанные тормоза с ножным (педальным) приводом (ножные или, иначе, педальные тормоза), включаются при вращении педалей в противоположную сторону.

### Преимущества барабанных тормозов
- Малообслуживаемые и неприхотливые. Обслуживание достаточно редкое, хотя и требует определённого навыка.
- Закрытость конструкционной сборки исключает попадание в тормоза воды, грязи, снега, масла.
- Отсутствие износа обода.
- Возможно ехать с искривлённым колесом («восьмёркой»)

### Недостатки барабанных тормозов
- Ножные (педальные) барабанные тормоза несовместимы для велосипеда с внешним, «классическим» переключателем скоростей. Подходят только для односкоростных велосипедов и для велосипедов с внутренним (планетарным) переключателем передач. (Относится только к ножным (педальным) тормозам.)
- Могут перегреться при длительном спуске с горы с подтормаживанием.
- Экстренное торможение ножным (педальным) барабанным тормозом возможно только при удачном положении педальных шатунов, — когда они расположены параллельно плоскости дороге. При ином положении быстро затормозить невозможно.
- В условиях наличия только ножного (педального) тормоза и отсутствии дополнительного ручного тормоза, в случае спадания цепи, велосипедист полностью лишается возможности тормозить (и ускоряться тоже, соответственно), что может быть опасно.
- Ножные (педальные) барабанные тормоза можно установить только на ведущее, — заднее колесо, — в связи с чем они часто дополняются ободным тормозом.
- Сложность маневрирования в условиях попеременного «газа» и «тормоза» (ножные тормоза).
- Создают значительные нагрузки на спицы и втулку во время торможения.

|  |  |

## Роллерные тормоза
Роллерные тормоза фактически являются разновидностью барабанных тормозов, но используют несколько иную схему прижатия роликов-«колодок» к барабану.
Схематически механизм представляет собой такую же конструкцию как и внутренний (подколодочный) кулачковый механизм колодочного барабанного тормоза, либо развёрнутый против основного направления вращения роликовый кулачковый фрикцион муфты свободного хода.
 Роллерные тормоза были разработаны во второй половине 1990-х годов компанией Shimano и должны были составить конкуренцию всем остальным, и, в первую очередь, — дисковым тормозам, но большой вес и габариты, несовместимость с большинством амортизационных вилок, ограничили их применение.

### Преимущества роллерных тормозов[2][6]
- Большое тормозное усилие.
- Существуют модели с антиблокировочной системой.
- Герметичность — полная защищенность от попадания внутрь сборки пыли, грязи, воды и снега.
- Возможность длительной работы без регулировок и настроек.
- Возможность ехать с искривлённым колесом.

### Недостатки роллерных тормозов[2][6]
- большая масса,
- необходимость в специальных совместимых втулках колёс,
- перегрев при длительном торможении (решается установкой теплоотводящего радиатора),
- возможность прокручивания колеса назад при нажатом тормозе.

## Стремянные тормоза
В настоящее время вышли из употребления в связи с конструктивными сложностями и связанными с ними неудобствами регулирования высоты руля. Они могут встречаться только на старых велосипедах, выпускавшихся в СССР до 1960-х гг., Китае, Индии и Пакистане.

## Ленточные тормоза
Ленточный тормоз представляет собой ленту, обхватывающую тормозной барабан, закреплённый на вращающейся оси колеса. Торможение происходит при натяжении тормозного троса, который через рычаг натягивает тормозную ленту. Появление ленточных тормозов на велосипедах датируется 1884 годом. Ленточные тормоза производятся по сей день. 
Для установки ленточных тормозов используются специальные втулки, например производимые фирмой Sturmey-Archer многоскоростные SX-RB3 и TS-RB3 2016—2017 модельного года. 

## Ложечный тормоз
Устаревшая примитивная конструкция ручного тормоза, применявшаяся, преимущественно, на передних колёсах самокатов и детских велосипедов.
Установленный на руле рукоятный рычаг при нажатии вытягивает на себя передающий усилие стальной тросик. Из-за уменьшения свободной длины тросика оплётка тросика испытывает сжатие и передаёт усилие нажатием на скобу-держатель резиновой колодки. Колодка, радиально к беговой поверхности передней покрышки, воздействует прижатием на протектор, препятствуя вращению колеса.

### Преимущества
- При торможении несколько разгружает втулку и спицы.
- Несложная и дешёвая конструкция.

### Недостатки
- Интенсивный износ протектора покрышки.
- Эффективность и стабильность тормозного усилия сильно зависит от:
  - давления в камере колеса,
  - равномерности протектора,
  - совместимости колеса по размеру,
  - загрязнённости протектора.

По принципу воздействия фрикционом на беговую поверхность колеса такой тип тормоза сравним с педаль-колодкой заднего колеса самоката.